# Het uur van de slang
Het uur van de slang, uitgegeven in 1982, is het vierde deel van de zevendelige stripreeks De kinderen van de wind, een stripverhaal gemaakt door François Bourgeon.

## Publicaties
Uitgeverij Oberon bracht de eerste delen van deze reeks snel achter elkaar op de markt. De eerste druk van het vierde deel verscheen in 1982 uitsluitend met harde kaft. Pas met de herdrukken in 1986 en in 1991 volgden uitgaves met slappe kaft. In 1996 werd de reeks overgenomen door uitgeverij Casterman. In  2009 nam 12bis het gehele fond van Bourgeon over van Casterman.